# Saint-Martin-de-Valamas
Saint-Martin-de-Valamas település Franciaországban, Ardèche megyében. Lakosainak száma 1084 fő (2022. január 1.). Saint-Martin-de-Valamas Accons, Arcens, Chanéac, Jaunac, Mariac, Saint-Jean-Roure és Saint-Julien-d’Intres községekkel határos.

## Népesség
A település népessége az elmúlt években az alábbi módon változott:
| Lakosok száma | 1625 | 1516 | 1386 | 1284 | 1171 | 1142 | 1115 | 1096 | 1092 | 1084 |
|               | 1968 | 1982 | 1990 | 2006 | 2013 | 2015 | 2017 | 2019 | 2020 | 2022 |